# Категории лекарственных препаратов по риску для плода
Во многих странах лекарственные препараты разбиты на категории в зависимости от риска развития побочного эффекта на плод при приёме препарата матерью во время беременности.

## США
| Категории   | Категории |
| ----------- | --- |
| Категория A | Клинические исследования не показали риска для плода. |
| Категория B | Исследования на животных не показали риска для плода, и не было достаточных клинических испытаний, ИЛИ исследования на животных показали побочные эффекты, но клинические исследования не показали риска для плода. |
| Категория C | Исследования на животных показали побочный эффект на плод, и нет достаточных клинических исследований. |
| Категория D | Есть доказательства риска для плода, основываясь на данных клинических исследований. |
| Категория X | Исследования на животных и людях показали пороки развития плода. Риск при использовании препарата явно превышает возможный положительный эффект.                                                                    |
| Категория N | FDA пока не присвоила категорию для препарата. |

В 2008 году FDA отказалось от этой системы из-за невозможности предоставить пациентам более подробную информацию о препарате. Вместо этого управление предложило расширить раздел «Беременность» инструкции по применению препарата.

## Австралия
| Категории    | Категории |
| ------------ | --- |
| Категория A  | Препараты принимались большим количеством беременных и не наблюдалось увеличения частоты пороков. |
| Категория B1 | Препараты принимались ограниченным количеством беременных, и не наблюдалось увеличения частоты пороков. Исследования на животных не показали риска для плода.                                           |
| Категория B2 | Препараты принимались ограниченным количеством беременных, и не наблюдалось увеличения частоты пороков. Исследования на животных не показали риска для плода или отсутствуют.                           |
| Категория B3 | Препараты принимались ограниченным количеством беременных, и не наблюдалось увеличения частоты пороков. Исследования на животных показали увеличения частоты пороков, но эффект для людей не определён. |
| Категория C  | Препараты, которые оказывают вредный эффект на плод, не вызывая пороков развития. |
| Категория D  | Препараты, которые вызывают увеличение числа пороков развития. |
| Категория X  | Препараты с высоким риском повреждения плода. |

## Примеры категорий
В таблице приведены некоторые препараты и их категории для разных стран.
| Препарат / страна                   | Австралия | США            |
| Амоксициллин                        | A         | B              |
| Парацетамол                         | A         | C              |
| Теофиллин                           | A         | C              |
| Амоксициллин + клавулановая кислота | B1        | B              |
| Цефотаксим                          | B1        | B              |
| Лоперамид                           | B3        | C              |
| Рифампицин                          | C         | C              |
| Диклофенак                          | C         | D 3-й триместр |
| Ацетилсалициловая кислота           | C         | D 3-й триместр |
| Пароксетин                          | D         | D              |
| Фенитоин                            | D         | D              |
| Тетрациклин                         | D         | D              |
| Темазепам                           | C         | X              |
| Талидомид                           | X         | X              |
| Изотретиноин                        | X         | X              |
| Лефлуномид                          | X         | X              |
| Нандролон                           | X         | X              |